# Grey-Est
Pour les articles homonymes, voir Grey.
Grey-Est fut une circonscription électorale fédérale de l'Ontario, représentée de 1872 à 1917.
La circonscription de Grey-Est a été créée en 1872 à partir de Grey-Nord et de Grey-Sud, lorsque le comté de Grey fut divisé en trois circonscriptions. Abolie en 1914, elle fut redistribuée parmi Grey-Nord et Grey-Sud-Est.

## Géographie
En 1872, la circonscription de Grey-Est comprenait:
- Les cantons de Proton, Melancthon, Osprey, Artemesia, Collingwood, Euphrasia et St. Vincent.

En 1882, la circonscription perdit le canton d'Artemesia, mais gagna le village de Shelburne et la ville de Meaford

## Députés
1. 1872-1878 — William Kingston Flesher, CON
2. 1878-1917 — Thomas Simpson Sproule, CON

- CON = Parti conservateur du Canada (ancien)